# کوت کاپورا
کوت کاپورا (به انگلیسی: Kotkapura) یک منطقهٔ مسکونی در هند است که در بخش فریدکوت واقع شده‌است. کوت کاپورا ۱۷٫۲۵ کیلومتر مربع مساحت و ۹۱٬۹۷۹ نفر جمعیت دارد و ۲۰۸ متر بالاتر از سطح دریا واقع شده‌است.